# Shamsabad
Shamsabad é uma cidade  no distrito de Agra, no estado indiano de Uttar Pradesh.

## Geografia
Shamsabad está localizada a 27° 01′ N, 78° 08′ L. Tem uma altitude média de 165 metros (541 pés).

## Demografia
Segundo o censo de 2001, Shamsabad tinha uma população de 27,260 habitantes. Os indivíduos do sexo masculino constituem 53% da população e os do sexo feminino 47%. Shamsabad tem uma taxa de literacia de 52%, inferior à média nacional de 59.5%: a literacia no sexo masculino é de 60% e no sexo feminino é de 42%. Em Shamsabad, 18% da população está abaixo dos 6 anos de idade.